# Scaphocalanus vervoorti
Scaphocalanus vervoorti is een eenoogkreeftjessoort uit de familie van de Scolecitrichidae. De wetenschappelijke naam van de soort is voor het eerst geldig gepubliceerd in 1982 door Park.